# Lietzow
Lietzow er en by og kommune i det nordøstlige Tyskland, beliggende under Landkreis Vorpommern-Rügen på øen Rügen. Landkreis Vorpommern-Rügen ligger i delstaten Mecklenburg-Vorpommern.
Lietzow er beliggende ca. 11 km nordøst for Bergen auf Rügen. Den ligger på en skovbevokset højderyg på det smalleste sted mellem Großer Jasmunder Bodden og Kleiner Jasmunder Bodden, og i den nordøstlige del af kommunen finder man Großer Wostevitzer See.
Bundesstraße 96 og jernbanestrækningen Stralsund–Sassnitz løber gennem kommunen. Vejdæmningen blev bygget i 1868 og jernbanedæmningen i 1891. Området er en del af halvøen Jasmund.

## Bebyggelser
- Lietzow
- Borchtitz
- Semper

- Wikimedia Commons har flere filer relateret til Lietzow